# Mergulho (exercício)
O mergulho, ou afundo

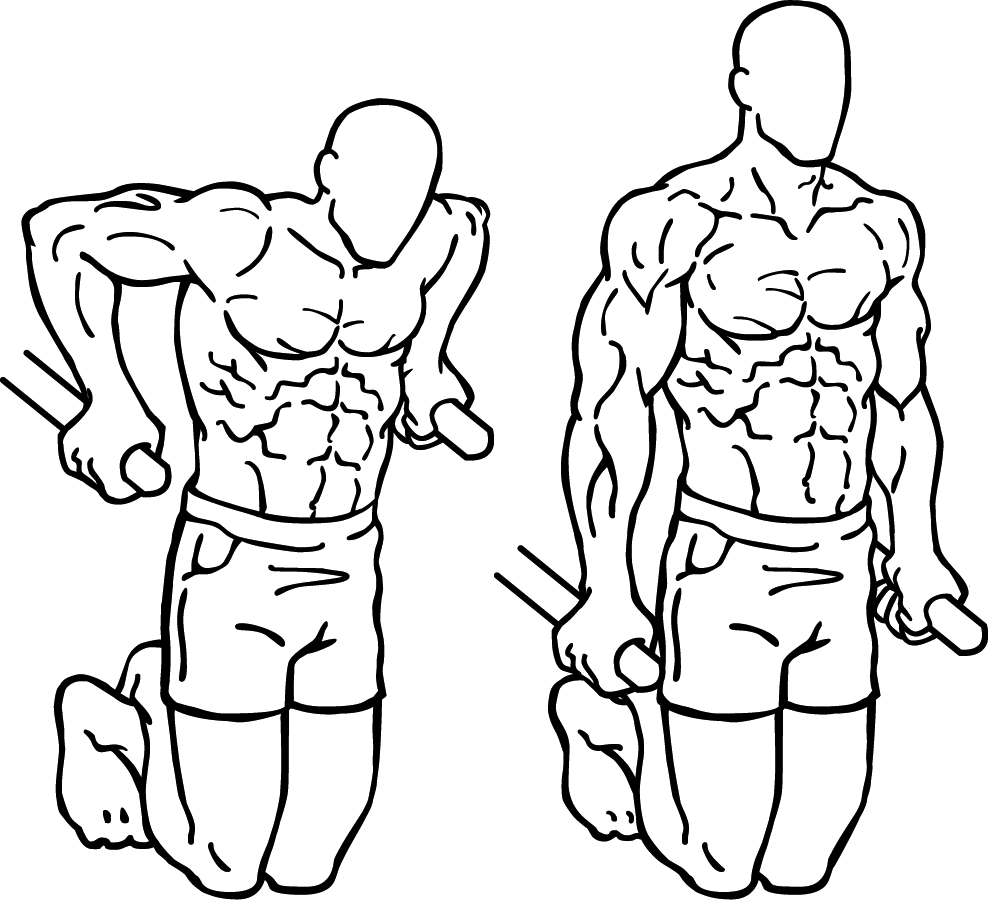
Fig. 1 - Mergulho nas barras paralelas

, é um exercício físico utilizado principalmente no treinamento dos músculos tríceps braquial e peitoral maior (principalmente a parte inferior), embora recrute também a porção anterior do deltóide. Tal exercício contém variações quanto ao material utilizado (bancos, barras paralelas ou máquinas), tipo de pegadas (normal ou invertida), distância das pegadas (aberta ou fechada) e inclinação do tronco.

## Execuções

### Mergulho nas barras paralelas

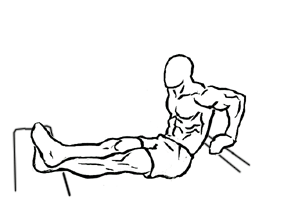
Fig. 2 - Mergulho no banco

Na posição inicial (Fig. 1, à direita) o praticante mantém-se suspenso, segurando as barras paralelas com o cotovelos em extensão, a partir de tal postura inicia-se a fase excêntrica em que o executante abaixa seu o corpo entre as barras (Fig. 1, à esquerda) para depois voltar a subir (Figura 1). Pode-se aumentar a intensidade fixando carga ao tronco ou pés. Deixando o corpo mais próximo da vertical há um maior recrutamento do músculo tríceps braquial que em inclinação a frente, posição que tende a aumentar o envolvimento do músculo peitoral maior. Teoricamente, Um espaçamento de mãos aberto concentra maior esforço na porção longa do tríceps braquial e recruta mais o peitoral maior, enquanto um espaçamento mais fechado concentra maior esforço na porção lateral do tríceps braquial. A pegada padrão (palmas das mãos para dentro) permite uma maior ênfase na na porção longa do tríceps braquial, já a pegada invertida supostamente transfere tal ênfase para a cabeça longa do mesmo músculo.

### Mergulho no banco

Fig. 3 - Mergulho no aparelho

O executante apoiará ambas as mãos sobre um banco posicionado às suas costas e os pés sobre outro banco à frente, mantendo-se suspenso com os cotovelos em extensão. A partir de tal posição, irá abaixar-se controladamente para depois tornar a subir (Figura 2). Pode-se adicionar carga sobre as coxas para torná-lo mais difícil, ou deixar que os pés fiquem apoiados no solo à frente, ao invés de sobre outro banco, para facilitar.

### Mergulho no aparelho
Conforme a figura 3, o praticante senta-se no banco do aparelho, e empurra para baixo duas hastes em que estão fixados os pesos, elevando-os, e após isto  controla o movimento de retorno. O aparelho é indicado para a familiarização de iniciantes com o movimento. 